# Capricornio (astrología)
En astrología, Capricornio (♑︎, del latín Căprĭcornus, literalmente 'cuernos de cabra' o 'dotado con cuernos de cabra') es el décimo signo del zodíaco, el quinto de naturaleza negativa (femenina) y de cualidad cardinal. Pertenece junto a Tauro y Virgo al elemento tierra.Está regido por Saturno (planeta). Su signo opuesto y complementario es Cáncer. Manilio dice que la diosa que tutela este signo es Vesta y que Capricornio rige ambas rodillas.
El símbolo astrológico presenta un animal híbrido, el capricornio: una cabra con cola de pez, asociación realizada por Germánico en el siglo I d. C. La cola de pez simboliza las aguas nutritivas donde nace el ser para elevarse al grado más alto de espiritualidad. Representa el unicornio con su único cuerno protuberante sobre la testuz, semejante a una lanza.
Se considera que alguien es del signo Capricornio cuando nace entre el 22 de diciembre y el 20 de enero (Tropical). Es también uno de los cuatro signos cardinales, siendo los tres restantes Aries, Cáncer y Libra.
De acuerdo al astrólogo británico Alan Leo, con una naturaleza capricorniana desarrollada, las personas de este signo se muestran «imparciales, justas y precisas, aspirando a ser precisas, exactas y constantes, cumpliendo todas las cosas con una naturaleza persistente, perseverante y laboriosa». En cambio, cuando la naturaleza capricorniana no se encuentra desarrollada las personas de este signo se manifiestan avariciosas, engañosas y deshonrosas.

## Mitología

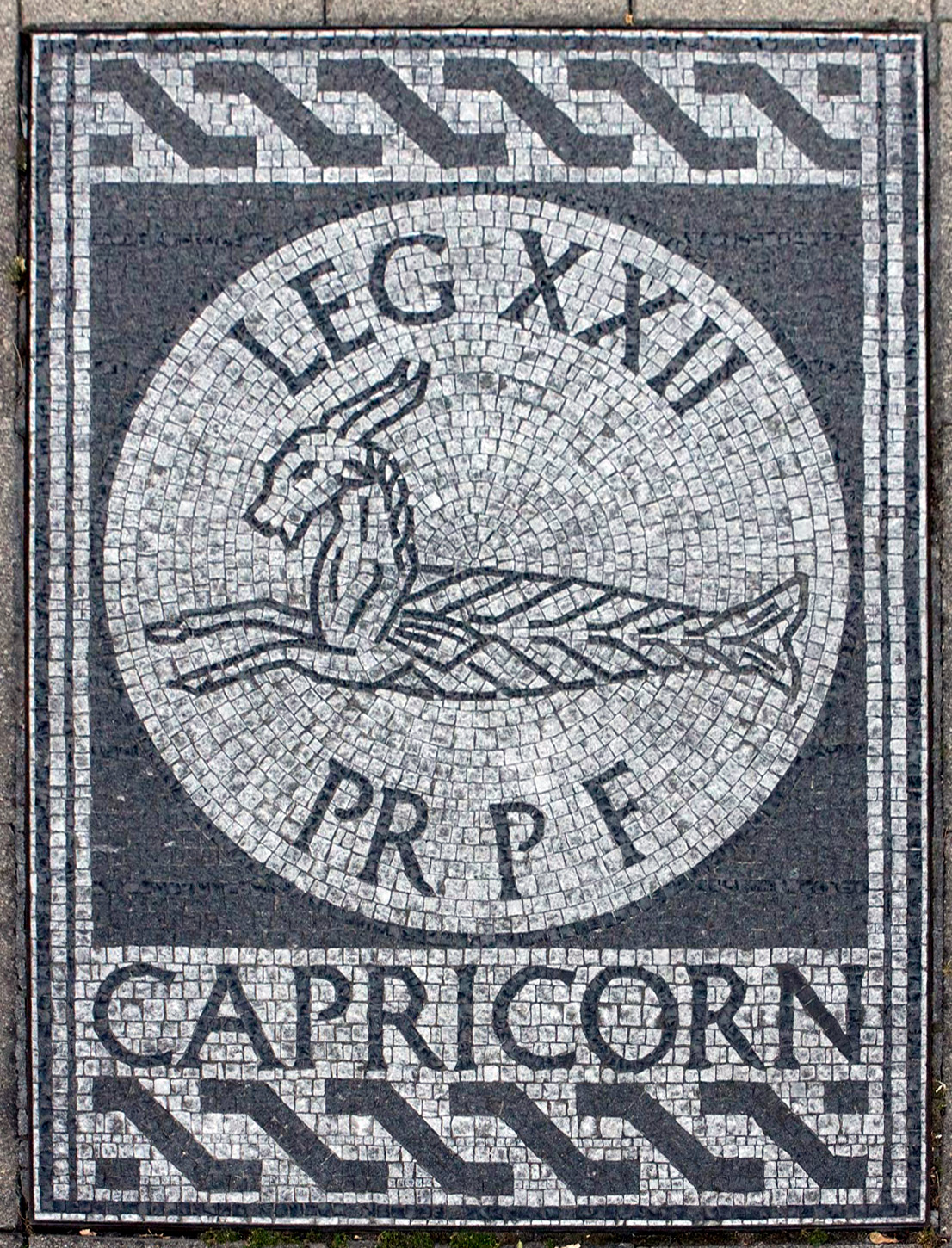
Mosaico con motivo de capricornio —mitad cabra con cola de pez—, emblema de la Legio XXII Primigenia, legión romana reclutada por Calígula en el año 39.

Las primeras representaciones mitológicas de Capricornio fueron en Mesopotamia. Allí los sumerios vieron en la constelación de Capricornio un pez cabra llamado Sujurmashu, símbolo del dios Enki (y posteriormente el dios acadio Ea), ambos asociados principalmente con el agua y la sabiduría. A finales del III milenio a. C., su imagen de híbrido de cabra y pez suele estar representado en los sellos mesopotámicos.
El zodíaco, como sistema de símbolos celestiales que influyen en los asuntos humanos, se extendió desde Mesopotamia a la Antigua Grecia en el siglo V a. C.. Para los griegos, cuando la deidad maligna, el gigante Tifón atacó el Olimpo, los dioses huyeron transformándose en animales. El dios Dioniso (o Pan según otra versión) se habría metamorfoseado en una criatura mitad cabra, mitad pez.    
También, el escritor y general romano Germánico quien en el siglo I d. C., al hacer una traducción libre de los Fenómenos de Arato, asocia a Capricornio no con Pan sino con una criatura híbrida de cabra con cola de pez llamada Egipán, hermano de leche de Júpiter. Germánico también asoció el signo al emperador Augusto.
Llegó a Egipto a través de influencias griegas y romanas durante los períodos ptolemaico y romano (siglo III a. C. al siglo V), donde aparece en techos de templos, monedas y tapas de ataúdes. Para los antiguos egipcios, es una de las 48 constelaciones identificadas por Claudio Ptolomeo en su Almagesto.
El catasterismo de Capricornio tiene dos variantes:
- La versión griega la imagina con la forma solo de cabra y dice que se trata de Egipán. Tiene las partes inferiores de su cuerpo de cabra, así como cuernos en la cabeza. Recibió honor por haberse criado junto a Zeus, según declara Epiménides. Egipán estaba con él en el Ida cuando luchó durante la Titanomaquia. Se cree que éste descubrió la caracola con la que armó a los aliados merced al tono del eco que recibe el nombre de «pánico»: ante él salieron huyendo los titanes. Tras hacerse con el poder, Zeus lo situó entre los astros, así como a su madre la cabra.[15]
- La versión romana nos ubica su historia dentro de la Tifonomaquia. Dicen que la parte inferior de su cuerpo tiene forma de pez porque lanzaba crustáceos contra el enemigo en lugar de piedras. Los sacerdotes egipcios dicen que, cuando muchos dioses se habían reunido en Egipto, de repente Tifón, un monstruo extremadamente feroz, se presentó. Aterrorizados, cambiaron sus formas por otras y huyeron. Pan se arrojó al río, haciendo de la parte inferior de su cuerpo un pez, y del resto una cabra, y así escapó de Tifón. Júpiter, admirado de su astucia, colocó su imagen entre las constelaciones.[16]